# 東大将棋
東大将棋（とうだいしょうぎ）は、マイナビ（旧・毎日コミュニケーションズ）が発売するコンピュータ将棋ソフトウェアのシリーズ。
思考エンジンはソフトの発売時期によって「IS将棋（アイエスしょうぎ）」と「棚瀬将棋（たなせしょうぎ）」の2種類に分かれる。本稿では両方について解説する。

## IS将棋
IS将棋は、東大将棋の思考エンジンである。「IS」は「Information Science」の略。
1997年の世界コンピュータ将棋選手権で初登場。同年は惜しくも予選6位で決勝進出（予選上位5位まで）はならなかったが、翌1998年に初優勝。開発チームは全員が当時東京大学所属の学生ということで話題となり、同年にMicrosoft Windows用の「最強 東大将棋」として発売された。以後世界コンピュータ将棋選手権において優勝4回（1998年、2000年、2001年、2003年）、準優勝1回（2002年）と、名実ともに同時代の最強将棋ソフトの一つとなった。
市販ソフトとしては前述のWindows版に加え、過去にPlayStation(ちなみにPS版は、2009年8月12日にPS3とPSPのゲームアーカイブスでダウンロード配信をスタートしている。)、PlayStation 2、PlayStation Portable、ニンテンドーDS用が発売されている。
ただ開発チームのメンバーが就職等の関係で開発継続が困難となったことや、思考ロジックを一から書き直したいというプログラマ側の要望から、2005年を最後に世界コンピュータ将棋選手権の参戦を取りやめており、IS将棋ベースの市販ソフトは同年の「最強 東大将棋8 for Windows」が事実上最終版となっている。（ただしその後も同ソフトベースの詰将棋ソフトや、定跡学習のためのソフトなどが発売されており、シリーズとしては継続している）

## 棚瀬将棋
IS将棋の開発チームメンバーの一人である棚瀬寧（元・株式会社モルフォ）が個人で一から思考ロジックを書き直したソフト。当初は2006年の世界コンピュータ将棋選手権に出場を目指していたが、バグが取りきれず同年は欠場し、翌2007年の同選手権に初参加していきなり準優勝。2008年も準優勝したほか、選手権終了後のエキシビション対局では朝日アマ名人の加藤幸男に勝利したことで話題となった。
2008年9月に「新・東大将棋 無双」の名前でWindows版ソフトが発売された。

## 競技会成績

### IS将棋
| 大会/年                    | 1997 | 1998 | 1999 | 2000 | 2001 | 2002 | 2003 | 2004 | 2005 |
| -------------------------- | ---- | ---- | ---- | ---- | ---- | ---- | ---- | ---- | ---- |
| 世界コンピュータ将棋選手権 | 9    | 1    | 5    | 1    | 1    | 2    | 1    | 3    | 3    |
| コンピュータオリンピアード |      |      |      |      |      | 1    | 2    |      |      |
| コンピュータ将棋王者決定戦 |      |      | 3    |      |      | 1    |      |      | 4    |

### 棚瀬将棋
| 大会/年                    | 2007 | 2008 |
| -------------------------- | ---- | ---- |
| 世界コンピュータ将棋選手権 | 2    | 2    |

## その他
2000年代にマイナビが発行していた将棋関連書籍には、本ソフトにちなみ『東大将棋ブックス』のレーベル名が付けられていた。特に所司和晴の「道場」シリーズが有名。